# NGC 5467
NGC 5467 (również IC 973) – gwiazda o jasności obserwowanej około 15m, znajdująca się w gwiazdozbiorze Panny, widoczna na niebie na południowy zachód od galaktyki NGC 5468. Zaobserwował ją Wilhelm Tempel w kwietniu 1882 roku i skatalogował jako obiekt typu mgławicowego.